# Itapiúna
Itapiúna là một đô thị thuộc bang Ceará, Brasil. Đô thị này có diện tích 588,684 km², dân số năm 2007 là 17441 người, mật độ 29,63 người/km².